# Julien Watrin
Julien Watrin (né le 27 juin 1992 à Virton) est un athlète belge spécialiste du 400 mètres et du 400 mètres haies ainsi que du relais 4 x 400 m. Il est médaillé à de nombreuses reprises aux championnats d'athlétisme au niveau mondial, européen et belge et est le détenteur depuis 2022 du record de Belgique d'athlétisme du 400 mètres haies.

## Biographie
Il a battu le record d'Europe du relais 4 × 400 m en salle en compagnie des frères Borlée (Dylan, Kévin et Jonathan) le 8 mars 2015 à Prague lors des championnats d'Europe en salle. En 2016 aux championnats d'Europe à Amsterdam, il remporte le relais 4 × 400 m à nouveau avec les frères Borlée. Il termine quatrième lors de la finale du 4 x 400 m des Jeux olympiques avec les frères Borlée.
En 2022, il remporte le 400 m des championnats de Belgique en salle en battant le record national en 46 s 15. En mars, il améliore ce record lors des championnats du monde en salle en courant en 45 s 88. Il remporte ensuite la médaille d'or du relais 4 × 400 m avec l'équipe belge.
En juin 2022, il bat le record de Belgique du 400 m haies à Berne en courant en 48 s 90.
Il remporte la médaille de bronze du relais 4 × 400 m des championnats du monde 2022, à Eugene, derrière les États-Unis et la Jamaïque.
En janvier 2024, il annonce souffrir d'une récidive d'un cancer des testicules et mettre sa carrière entre parenthèses. Il renonce aux JO de Paris 2024.
En mars 2025, il remporte la médaille d'argent avec le relais 4 x 400 mixte et la médaille de bronze avec le relais 4 x 400 m aux Championnats d'Europe d'athlétisme en salle 2025 d'Apeldoorn.  
Il est affilié au club d'athlétisme de l'A.C. Dampicourt.  

## Palmarès
| Date | Compétition                                  | Lieu           | Résultat | Épreuve         | Temps         |
| ---- | -------------------------------------------- | -------------- | -------- | --------------- | ------------- |
| 2009 | Festival olympique de la jeunesse européenne | Tampere        | 2e       | 100 m           | 10 s 82       |
| 2009 | Festival olympique de la jeunesse européenne | Tampere        | 1er      | 200 m           | 21 s 06       |
| 2009 | Festival olympique de la jeunesse européenne | Tampere        | 3e       | 4 × 100 m       | 41 s 69       |
| 2010 | Championnats du monde juniors                | Moncton        | 7e       | 100 m           | 10 s 56       |
| 2013 | Championnats d'Europe espoirs                | Tampere        | 2e       | 4 × 400 m       | 3 min 4 s 90  |
| 2013 | Jeux de la Francophonie                      | Nice           | 4e       | 200 m           | 21 s 56       |
| 2013 | Jeux de la Francophonie                      | Nice           | 3e       | 4 × 100 m       | 39 s 58       |
| 2014 | Championnats d'Europe                        | Zurich         | 7e       | 4 × 400 m       | 3 min 2 s 60  |
| 2015 | Championnats d'Europe en salle               | Prague         | 1er      | 4 × 400 m       | 3 min 2 s 87  |
| 2015 | Relais mondiaux de l'IAAF                    | Nassau         | 3e       | 4 × 400 m       | 2 min 59 s 33 |
| 2016 | Championnats d'Europe                        | Amsterdam      | 1er      | 4 × 400 m       | 3 min 1 s 10  |
| 2016 | Jeux olympiques                              | Rio de Janeiro | 4e       | 4 × 400 m       | 2 min 58 s 52 |
| 2017 | Championnats d'Europe en salle               | Belgrade       | 2e       | 4 × 400 m       | 3 min 7 s 80  |
| 2018 | Championnats d'Europe                        | Berlin         | 1er      | 4 x 400 m       | séries        |
| 2019 | Championnats d'Europe en salle               | Glasgow        | 1er      | 4 × 400 m       | 3 min 6 s 27  |
| 2019 | Relais mondiaux de l'IAAF                    | Yokohama       | 3e       | 4 x 400 m       | séries        |
| 2022 | Championnats du monde en salle               | Belgrade       | 1er      | 4 × 400 m       | 3 min 6 s 52  |
| 2022 | Championnats du monde                        | Eugene         | 3e       | 4 x 400 m       | 2 min 58 s 72 |
| 2022 | Championnats d'Europe                        | Munich         | 6e       | 400 m haies     | 48 s 98       |
| 2022 | Championnats d'Europe                        | Munich         | 2e       | 4 x 400 m       | 2 min 59 s 49 |
| 2023 | Championnats d'Europe en salle               | Istanbul       | 2e       | 400 m           | 45 s 44       |
| 2023 | Championnats d'Europe en salle               | Istanbul       | 1er      | 4 x 400 m       | 3 min 05 s 83 |
| 2025 | Championnats d'Europe en salle               | Apeldoorn      | 2e       | 4 x 400 m mixte | 3 min 16 s 19 |
| 2025 | Championnats d'Europe en salle               | Apeldoorn      | 3e       | 4 x 400 m       | 3 min 5 s 18  |

### Championnats de Belgique
| En plein air | 2012 | 2013 | 2014 | 2015 | 2016 |
| ------------ | ---- | ---- | ---- | ---- | ---- |
| 100 m        | 1er  | 2e   | -    | -    | -    |
| 200 m        | 2e   | 2e   | -    | -    | -    |
| 400 m        | -    | -    | 3e   | -    | 1er  |

| En salle | 2011 | 2012 | 2013 | 2014 | 2015 | 2016 | 2017 | 2018 | 2019 | 2020 | 2021 | 2022 |
| -------- | ---- | ---- | ---- | ---- | ---- | ---- | ---- | ---- | ---- | ---- | ---- | ---- |
| 60 m     | 3e   | -    | -    | -    | -    | -    | -    | -    | -    | -    | -    | -    |
| 400 m    | -    | -    | -    | -    | -    | -    | -    | -    | 2e   | -    | -    | 1er  |

## Records
| Épreuve   | Épreuve     | Performance  | Lieu              | Date             |
| --------- | ----------- | ------------ | ----------------- | ---------------- |
| Plein air | 400 m       | 45 s 56      | La Chaux-de-Fonds | 14 août 2021     |
| Plein air | 400 m haies | 48 s 66 (RN) | Bruxelles         | 2 septembre 2022 |
| Salle     | 400 m       | 45 s 44 (RN) | Istanbul          | 4 mars 2023      |